# 烏得勒支和約
《烏得勒支和約》是1713年4月至5月由欧洲多国于荷兰烏得勒支簽署的和約，旨在結束西班牙王位繼承戰爭。该和约不是单一的文件，而是一系列和平条约的总称。
1700年卡洛斯二世去世，西班牙哈布斯堡王朝绝嗣，卡洛斯于生前指定的继承人为法国波旁王朝的安茹公爵腓力，其为卡洛斯同父异母的姐姐西班牙的玛丽-泰蕾兹与法王路易十四之孙，因此腓力亦有法国王位的继承权，但同时欧洲其他列强不容许法国与西班牙如此强大的联盟存在，所以从实质上来讲，该和约允许腓力继承西班牙王位，但其亦须放弃法国王位的继承权，并作出其他相应必要的保证，以确保法国和西班牙不会结盟，最终达到维持欧洲各国力量均勢的目的。
该系列和约的签订国包括西班牙帝国、大不列顛王國、法蘭西王國、葡萄牙王國、萨伏依公国与荷蘭共和國，和约签署人一方为路易十四与其孙腓力的代表，另一方为英国女王安妮，萨伏依公爵维托里奥·阿梅迪奥二世，葡萄牙国王若昂五世与荷蘭共和國的代表。和约的签订标志着法王路易十四控制西班牙的野心落空，并在此基础上维持了欧洲体系的權力平衡。

## 谈判

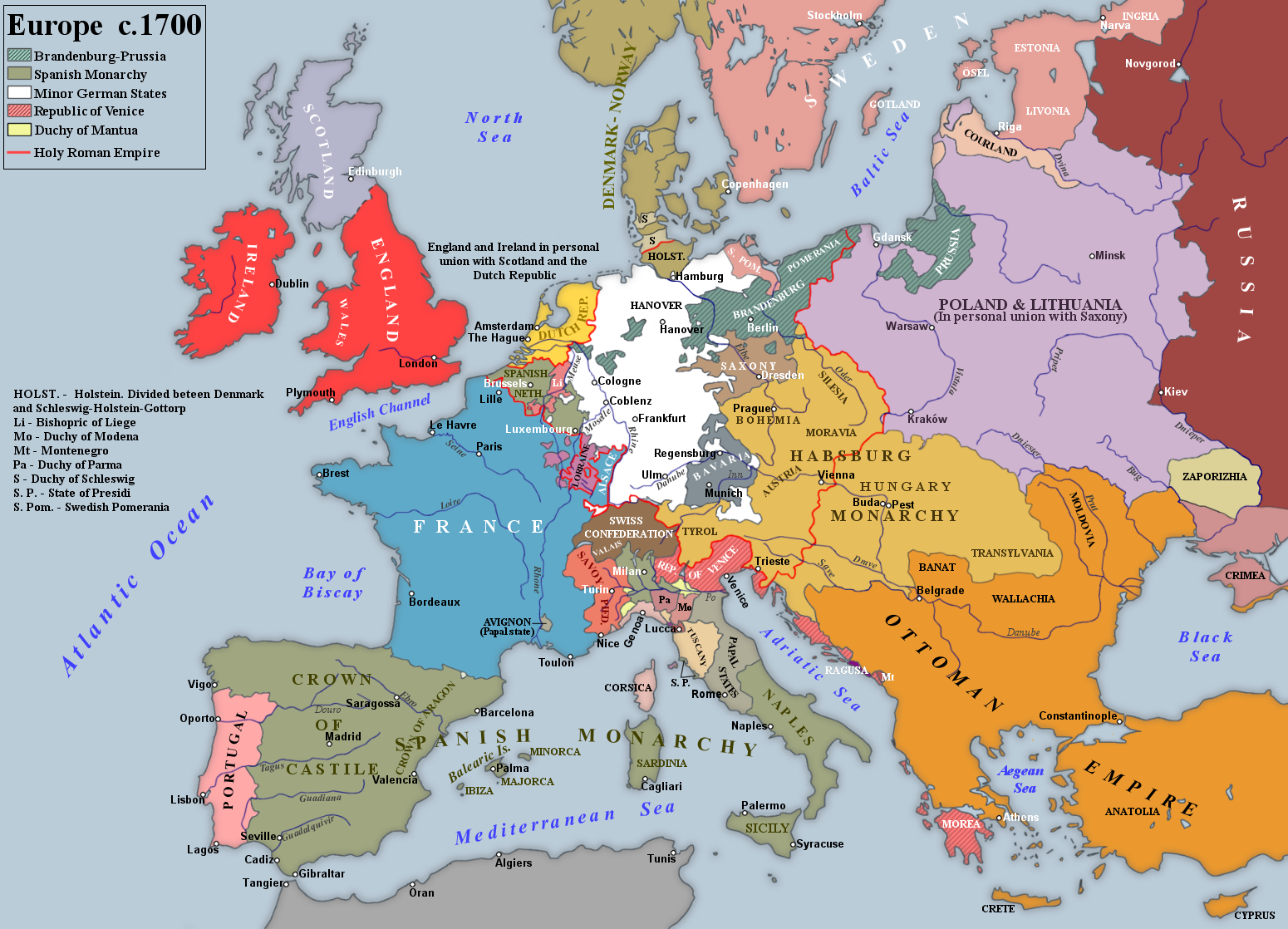
西班牙王位继承战争开始前的欧洲版图

西班牙王位繼承戰爭是因西班牙哈布斯堡王朝的卡洛斯二世绝嗣而引起的一场继承权争夺战争，长达14年。
1711年，法国与英国在伦敦签订了初步和约，该预案默认双方将分割西班牙在欧洲的财产。在此基础上，各方于1712年1月29日在乌得勒支开始了谈判会议，其中英方代表为约翰·罗宾逊、布里斯托尔主教以及托马斯·温特沃思。荷兰共和国勉强接受了预案并派出代表，但查理六世起初拒绝参加会议，而在确认上述预案不具有约束力后，才于二月派出代表参与会议；而腓力则由于其王位尚未被承认，所以西班牙没有派出谈判代表，另外萨伏依公国和葡萄牙王国各派出了一位代表参与会议。该会议讨论的第一个问题便是如何确保西班牙与法国的王位不为同一人所有。起初，会议进展缓慢，直到同年7月10日腓力在继承权放弃协议上签字才使谈判取得初步进展。后因英法两国同意休战，谈判的步伐逐渐加快。最终，各方于1713年4月11日签署了主要条约。

## 主要协定

1750年的北美版图，图中紫色区域为法国在和约中放弃的地区

和约遵从卡洛斯二世之遗嘱，即承认路易十四之孙腓力为西班牙国王腓力五世，不过同时腓力必须放弃他及其后代对法国王位的继承权。与之对等的，法国的王室成员亦须放弃对西班牙王位的继承权，其中较著名的成员有贝里公爵（路易十四最小的孙子）和腓力二世（路易十四之侄）。和约签订后，来自斯图亚特王朝的安妮所统治的大不列顛王國开始崛起，其军事行动上的胜利归功于第一代馬爾博羅公爵約翰·丘吉爾，而经济上的丰厚利益则是来自于以牺牲其盟友为代价所获得的奴隶专营权。
西班牙帝国在欧洲的部分领土按如下方式分割：西西里岛与部分米兰公国的领土划与萨伏依王朝。西屬尼德蘭、那不勒斯王国、撒丁岛以及大部分米兰公国的领土划与神圣罗马帝国。西班牙承认葡萄牙在巴西的亚马逊河与歐雅帕克河之间的领土主权。1715年，其亦将之前所占领的科洛尼亞·德爾·沙加緬度（位于现今乌拉圭境内）归还于葡萄牙。此外，根据英西之间的条约规定，西班牙将直布罗陀与梅诺卡岛割让给英国，并授予英方在美洲的奴隶专营权。其中条约之第十三条还规定，鉴于加泰罗尼亚地区在战争中对哈布斯堡家族，英方以及荷方的支持，加泰罗尼亚宪法得以保留，但一年后法国与西班牙部队占领巴塞罗那，该宪法被新基本法令取代。

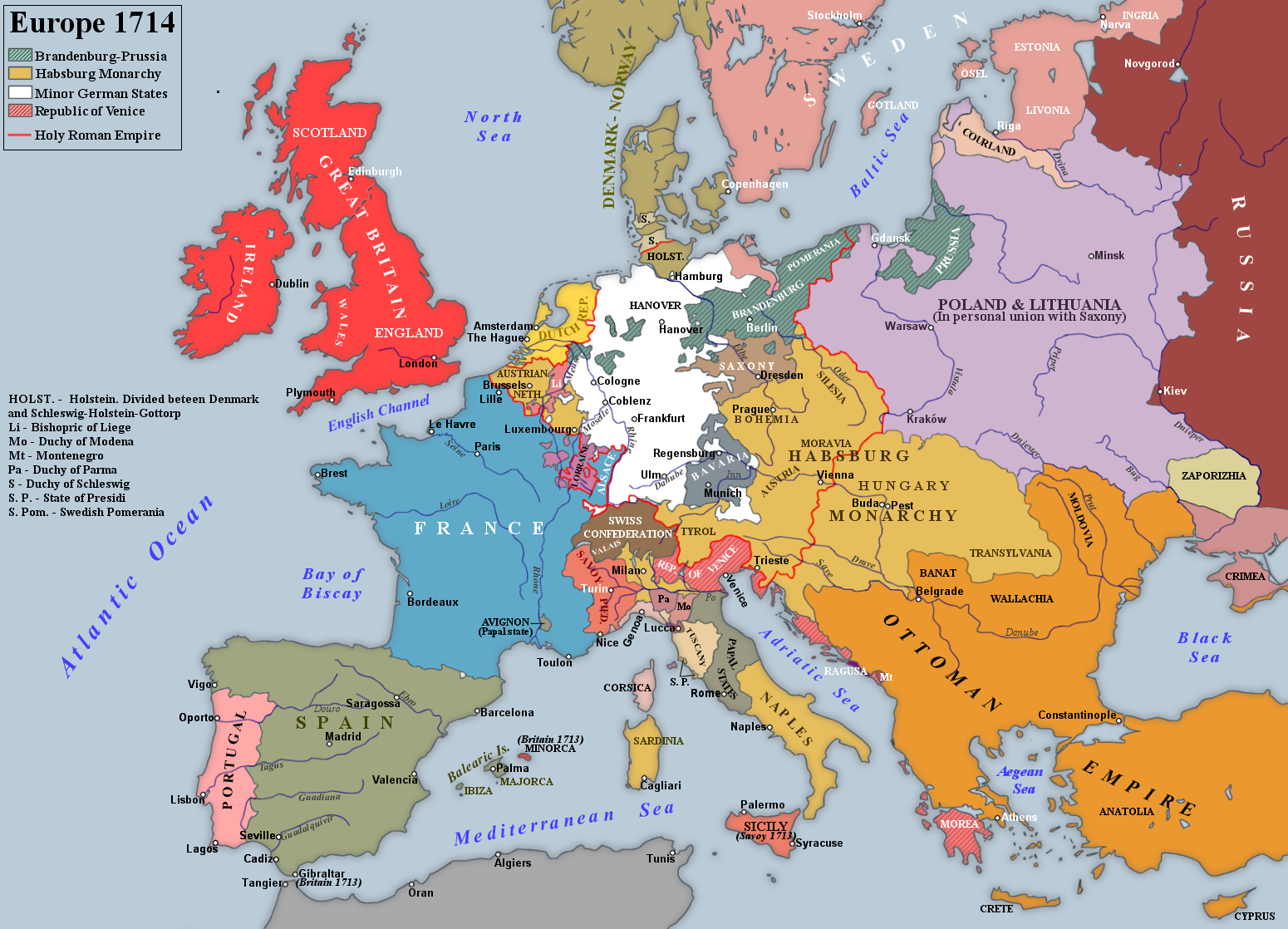
乌得勒支和约与拉什塔特和約签订后的欧洲版图

在北美，法国放弃其曾宣称拥有主权的纽芬兰岛以及哈德逊湾公司所属的鲁珀特地，同时放弃新斯科舍省的阿卡迪亚殖民地，圣基茨岛亦割让给英国。法方亦须承认英国在易洛魁聯盟的宗主权，并且开放印第安部落的商业贸易。在此条件下，法国得以捍卫其在爱德华王子岛、圣皮埃尔和密克隆以及布雷顿角岛的领土主权。
由于神圣罗马帝国拒绝在和约上签字，因此，在1714年双方签订拉什塔特和約与巴登和约（于莱茵战役后签订）前，两国一直处于战争状态。同时西班牙与葡萄牙之间的敌对行动也一直持续到1715年2月（双方签订马德里和约）。此外，因查理六世败于西班牙王位争夺，神圣罗马帝国与西班牙直到1720年签订海牙和约后才解除战争状态。

## 和约影响

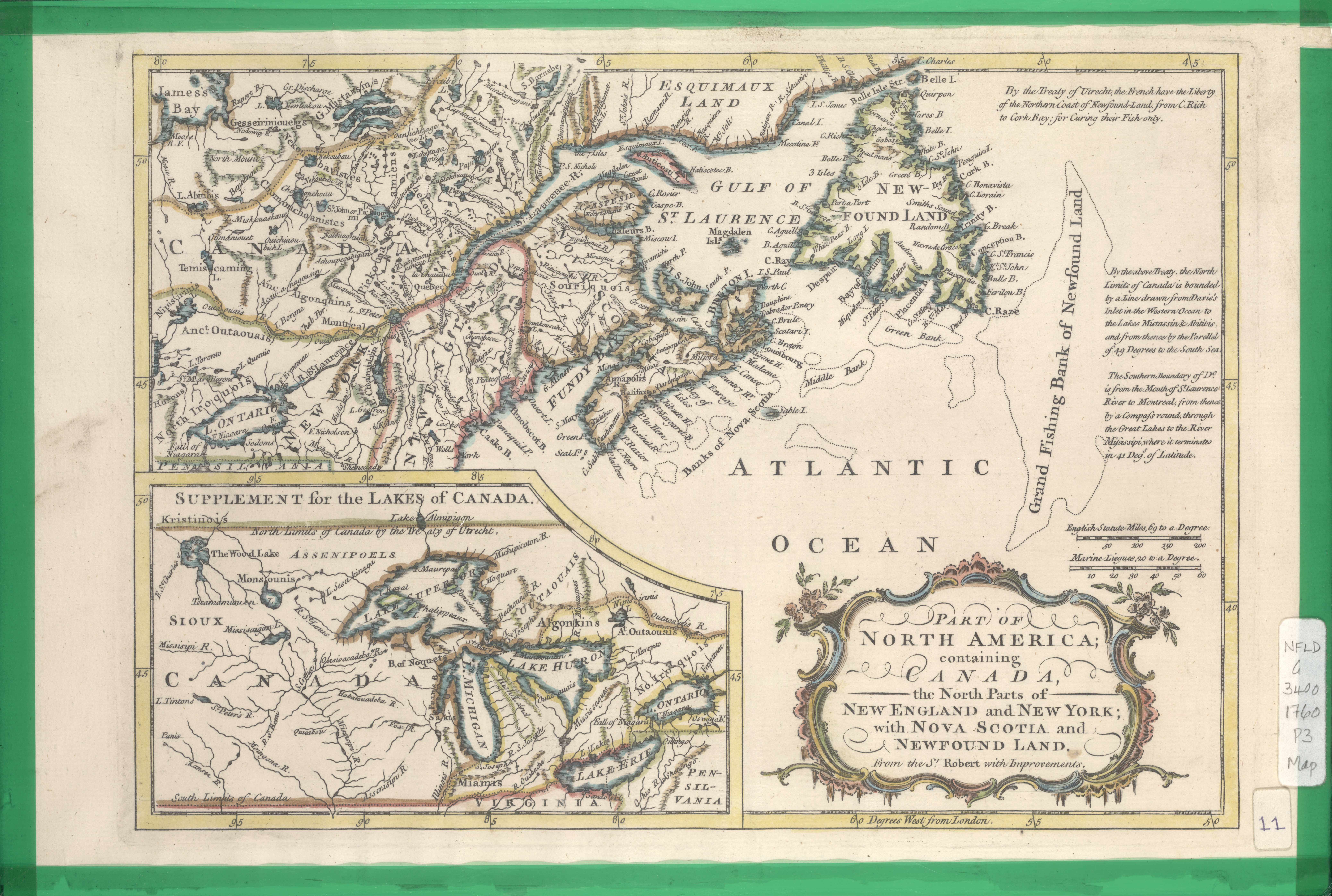
1760年的北美，1763年巴黎条约签订之前：新英格兰直抵圣劳伦斯河河岸，纽约州包含部分上加拿大与安大略省的土地，宾夕法尼亚州包含伊利湖南部大部分地区，而新不倫瑞克省还未从新斯科舍省分离

1706年、1709年，法国先后主动求和，因此以威廉三世和约翰·丘吉尔的追随者身份自居的辉格党人士认为，和约中的领土划分还未满足他们的要求，但在馬爾普拉凱戰役的慘痛傷亡與托利党在1710年的会议中控制了英国下议院，英国的态度随之缓和，并且安妮与她的顾问也都希望战争早日结束。随后，牛津与莫蒂默伯爵罗伯特·哈利和博灵布鲁克子爵亨利·约翰被委任参与法方的谈判，但其对法方过于包容，因此遭到了辉格党人士的阻挠，并被后者称为“亲法派”。但在女王同意了哈雷与约翰所提出的新增12个托利党贵族的建议后，条约得以在英国上议院顺利通过。
虽然条约的签订地点位于荷兰共和国，但荷方关心的西属尼德兰归属问题并没有得到重视，甚至其对于谈判结果的影响力也微乎其微。更有甚者，法国的谈判代表梅尔基奥尔·德波利尼亚克出言戏谑道：“似环绕于您，实无心于卿”。而英方与法方暗地结下和约，亨利·约翰甚至在德南戰役前要求英军指挥官奥蒙德公爵詹姆斯·巴特勒通知法方相关行动，而不告知盟友。基于此事实，荷方在谈判中提出的反对意见显得微不足道。但最终，荷兰通过1715年与奥地利签订的条约，实现了在奥属尼德兰的共管。

## 势力均衡
关于欧洲的權力平衡的相关论述最早由查尔斯·戴夫南特于1702年提出，随后逐渐成为战争期间以及谈判会议上常常争论的话题。这一议题一直持续到法国大革命发生的1789年，后于19世纪再次出现。